# Fekete Károly (bíró)
Nagyfalusi Fekete Károly (1816 – Marosvásárhely, 1880. február 7.) törvényszéki bíró, unitárius egyházi tanácsos.
Törvényszéki bíróként tevékenykedett, Udvarhelyen dolgozott. Marosvásárhelyen az egyházközség gondnoka, valamint egyházi tanácsos volt. Petri Ádám emlékezetét és a Marosszéki királybirák címen értekezést irt a Maros-Vidék című lapba. Kéziratban is sok dolgozatot hagyott hátra.
Elhunyt 1880. február 7-én este 7 órakor, élete 64., házassága 36. évében, örök nyugalomra helyezték 1880. február 9-én a református sírkertben. Neje Simatics Veronika volt.